# هارفي رايموند بوتشر
هارفي رايموند بوتشر (بالإنجليزية: Harvey Raymond Butcher)‏ هو عالم فلك أمريكي، ولد في 3 أغسطس 1947.